# Sanja Polak
Sanja Polak (Zagreb, 5. studenoga 1968.) je hrvatska književnica, urednica i učiteljica. Proglašena je za jednu od najčitanijih i najprodavanijih hrvatskih književnica suvremene hrvatske književnosti. Kao urednica dječjeg časopisa, spisateljica za djecu i učiteljica često gostuje u emisijama Hrvatskog radija i televizije, na tribinama i stručnim skupovima te na književnim susretima diljem Hrvatske. Članica je Društva hrvatskih književnika, Društva dječjih pisaca, Matice hrvatske, Hrvatskog čitateljskog društva, Hrvatskog društva istraživanja dječje književnosti te koautorica nekoliko udžbenika.

## Rani život
Kao djevojčica glumila je i plesala u Zagrebačkom kazalištu mladih. Osnovnu i srednju školu je završila u Zagrebu gdje je 1990. godine i diplomirala na Učiteljskoj akademiji i stekla zvanje učiteljice razredne nastave. 2005. godine stječe zvanje diplomirane učiteljice razredne nastave s pojačanim predmetom hrvatskoga jezika.

## Karijera
Od 1991. godine počinje raditi u Osnovnoj školi Davorina Trstenjaka u Zagrebu, a osim s učenicima, radila je i kao učitelj mentor, predajući i osposobljavajući studente Učiteljske akademije za izvođenje individualnih i javnih predavanja u okviru razredne nastave. Tijekom rada je sudjelovala na velikom broju znanstvenih i stručnih seminara i vodila je dramsku i novinarsku grupu.
1995. godine se počinje baviti spisateljskim radom i postaje urednica časopisa "Prvi izbor" kojeg je osnovala s kolegom Darkom Cindrićem. U radu u ovom časopisu upoznala se i s književnicom Sanjom Pilić za koju je radila intervjue za “Prvi izbor”.
Njezine priče za djecu objavljivane su u časopisima za učenike nižih razreda osnovne škole “Radost”, “Smib” i “Prvi izbor”. Objavila je nekoliko knjiga za djecu: “Dnevnik Pauline P.”, “Drugi dnevnik Pauline P.”, “Mali Jan ima plan”, “Petrica pričalica”, “Mala Ema straha nema”, “Dnevnik dobrih anđela”, “Gorski dnevnik Pauline P.”, “Morski dnevnik Pauline P.”, “Skijaški dnevnik Pauline P.”
Svakodnevno je okružena djecom i želja joj je da imaju pristupačnu literaturu uz koju će zavoljeti čitanje. Zalaže se za razvoj čitalačkih navika i promicanje čitanja kod učenika mlađe školske dobi, a kao urednica dugi niz godina surađuje s brojnim književnicima i ilustratorima za djecu te učenicima nastoji pružiti najbolja literarna i književna djela primjerena njihovoj dobi.
Osim priča i knjiga za djecu napisala je i veliki broj scenarija za dječje emisije Hrvatskog radija i za emisije Dječjeg i obrazovnog programa Hrvatske televizije te nekoliko čitanki i udžbenika za hrvatski jezik i matematiku.

## Najveća postignuća
Sanja je za roman “Drugi dnevnik Pauline P.” 2004. godine dobila nagradu “Mato Lovrak” za najbolji roman za mlade napisan na hrvatskom jeziku. 2006. godine zbirka pripovjedaka “Petrica Pričalica” nominirana je za međunarodnu nagradu “Mali Princ”.
Roman “Morski dnevnik Pauline P.” donio joj je Posebno priznanje Nagrade Grigor Vitez i nominaciju za nagradu “Mali princ”, a 2016. godine je primila diplomu Časne liste Međunarodnog vijeća za dječju knjigu (IBBY).

## Ekranizacija
U srpnju 2020. objavljeno je da se snima film prema knjizi "Dnevnik Pauline P.", ali najvjerojatnije zbog mjera pandemije COVID-19 je odgođeno do daljnjega. Snimanje filma započelo je 18. veljače 2022., u produkciji Jake produkcije uz potporu Hrvatskog audiovizualnog centra (HAVC),  HRT-a i Kreativne Europe.